# Гаррі (їжа)

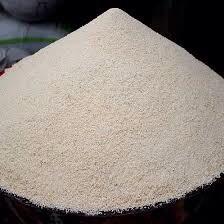
Борошно Гаррі

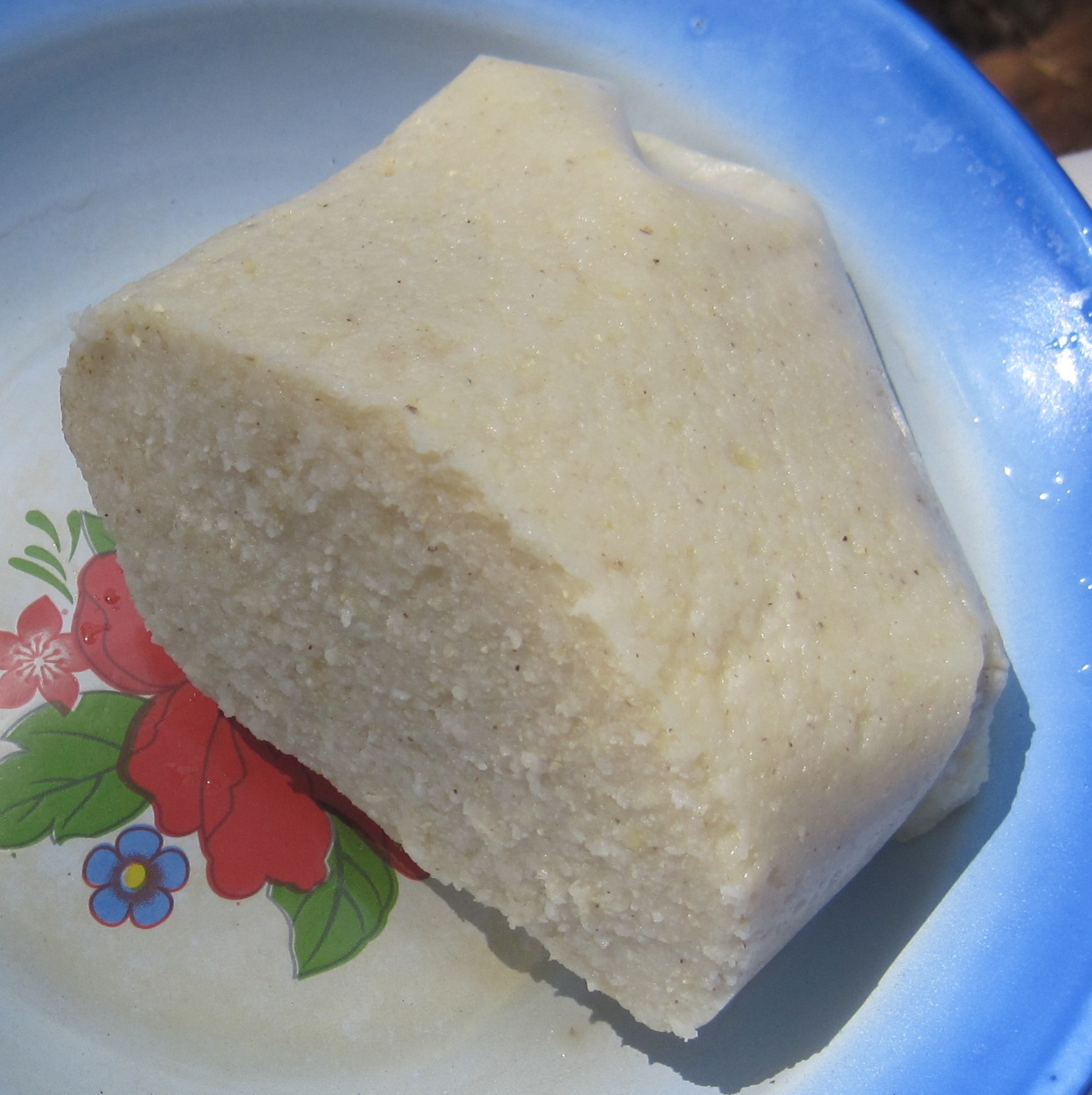
Приготований гаррі (еба) на тарілці в Камеруні

У Західній Африці гаррі (також відомий як гарі, галлі або галі) — це борошно свіжого маніоку їстівного.
У мові хауса гаррі також може означати борошно з сорго, кукурудзи, рису, ямсу, плантана та проса. Наприклад, гарін дава виробляється з гсорго, гарін масара та гарін алкама роблять з кукурудзи та пшениці відповідно.
Крохмалисте борошно, змішане з холодною або кип'яченою водою, становить основну частину раціону в Нігерії, Беніні, Того, Гані, Гвінеї, Камеруні та Ліберії. 
Маніок, корінь, з якого виробляють гаррі, багатий на клітковину, мідь і магній.
Гаррі схожий на бразильський фарофа, який використовується для приготування багатьох страв і рецептів, особливо в штаті Баїя.

## Приготування

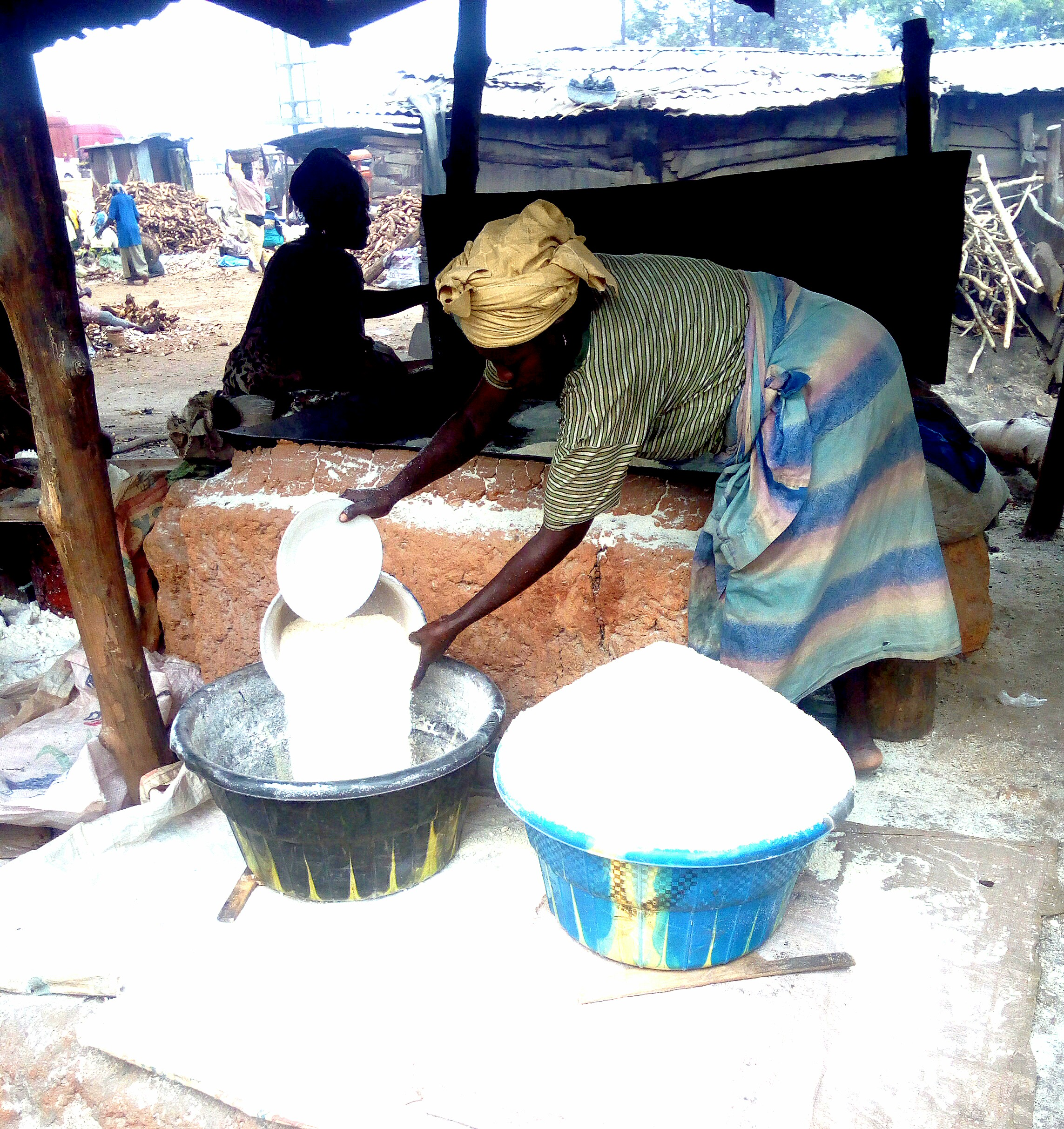
Процес виготовлення гаррі

Щоб зробити борошно гаррі, бульби маніоки очищають від шкірки, миють і натирають на тертці або подрібнюють, щоб отримати пюре. Пюре можна змішати з пальмовою олією і помістити в пористий мішок, який потім поміщають у прес-машину на 1–3 години для видалення надлишку води. Після висушування його просівають і обсмажують у великому глиняному горщику з пальмовою олією або без неї. Отриманий сухий гранульований гаррі може зберігатися тривалий час. Його можна потовкти або подрібнити, щоб отримати дрібне борошно. Гаррі буває різної консистенції, включаючи грубу, середню та гладку, яка використовується для приготування різних страв.

## Страви
Еба — це круте тісто, яке готують шляхом замочування гаррі в гарячій воді та замішування його дерев'яним кийком, доки воно не стане однорідним тістом. Подається як частина страви з супами та соусами. Деякі з них включають суп з бамії, суп егусі, ефо ріро, суп афанг, суп банга та суп з гірким листям. Подібне крохмалисте тісто є основним продуктом в інших африканських кухнях.

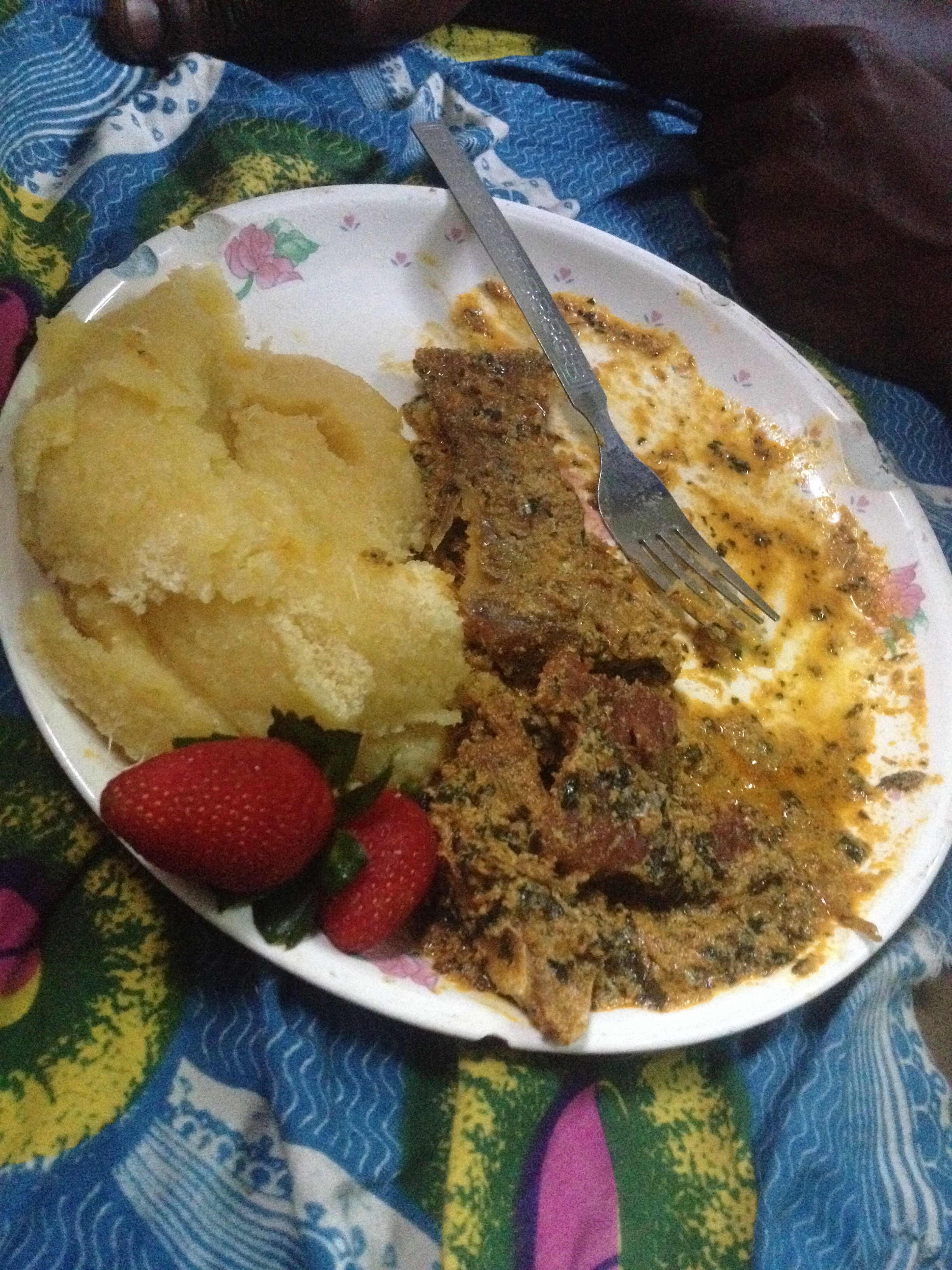
Суп з еба та егусі

Кокоро — нігерійська закуска, поширена в південній і південно-східній Нігерії, особливо в штатах Абія, Риверс, Анамбра, Енугу та Імо. Його готують із пасти з кукурудзяного борошна, змішаного з гаррі та цукром і обсмаженого у фритюрі.
Як закуску, пластівці або легку їжу гаррі можна замочити в холодній воді (у цьому випадку він осідає на дно), змішати з цукром або медом, а іноді смаженим арахісом та/або згущеним молоком, також відомим як замочування гаррі. Для замоченого гаррі необхідна кількість води 3:1. Гаррі також можна їсти в сухому вигляді з цукром і смаженим арахісом. Інші інгредієнти включають шматочки кокоса, молоко тигрового горіха та кешью.
У Ліберії гаррі використовується для приготування десерту під назвою каньян, який поєднується з арахісом і медом.

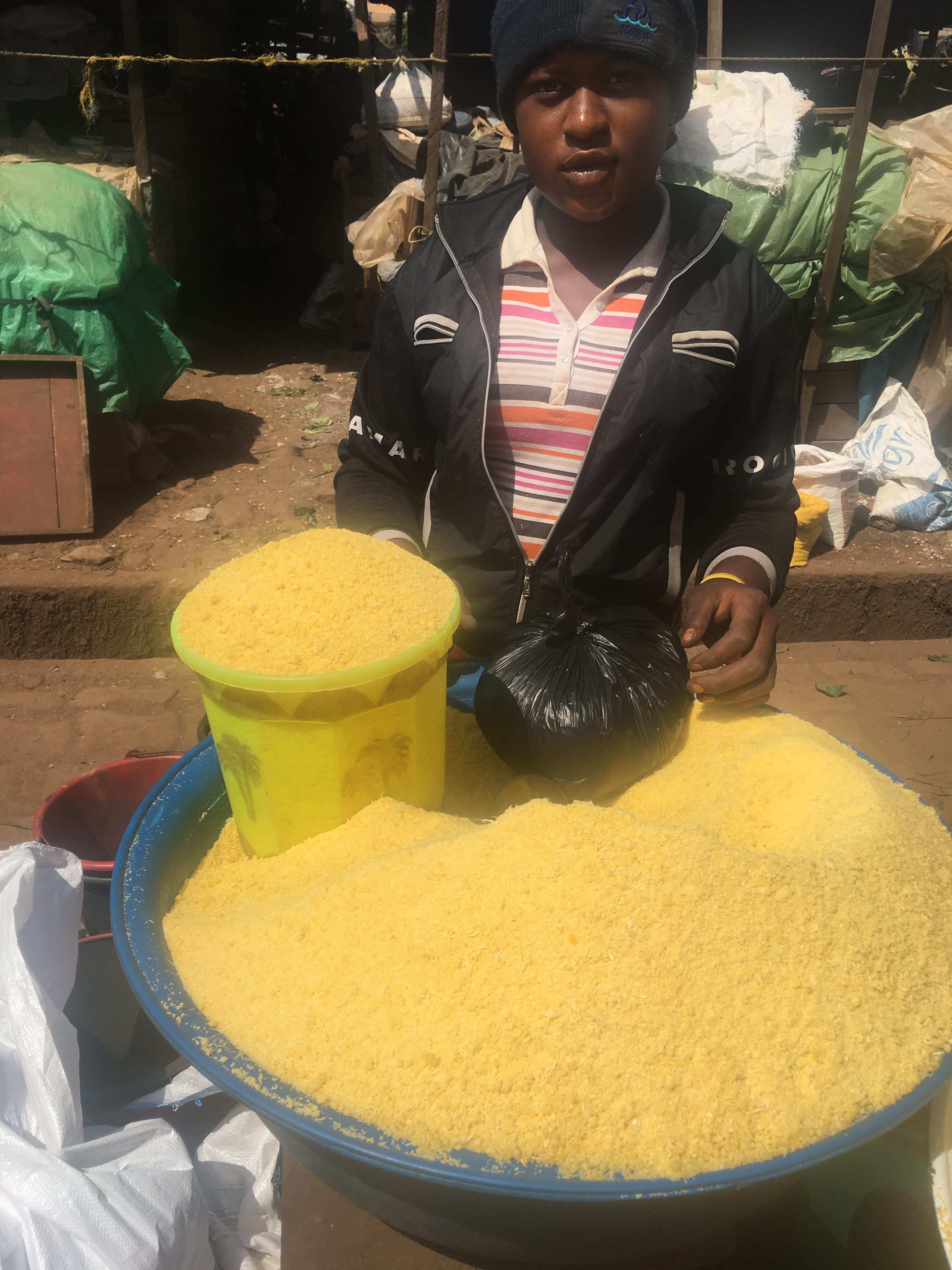
Сухе борошно гаррі

У сухому вигляді гаррі використовується як гарнір до м'якої вареної квасолі та пальмової олії. Ця харчова суміш називається yoo ke garri, або garri-fɔtɔ / galli-fɔtɔ (подрібнений гаррі) мовою га в Гані та діалектом ген південного Того та Беніну. Цей вид гаррі являє собою суміш зволожених гаррі, замішаних із згущеною томатною пастою, олією, сіллю, приправами. Yoo ke garri — це гаррі з квасолею, яке зазвичай їдять на обід. У Нігерії його також їдять з бобовим пирогом.
Гладкий гаррі (відомий як лебу на йоруба) можна змішувати з перцем та іншими пряними інгредієнтами. Додається невелика кількість теплої води та пальмової олії та розм'якшується руками. Цей вид гаррі подають до смаженої риби. У Страсну п'ятницю його подають із фрежоном.

## Варіації
У Західній Африці два види гаррі включають білий і жовтий гаррі. Жовтий гаррі готується шляхом додавання пальмової олії безпосередньо перед стадією бродіння пюре з маніоки. Як варіант, його можна приготувати з жовтом'якоті породи маніока. З іншого боку, білий гаррі смажиться без пальмової олії.
Варіації жовтого та білого гаррі поширені в Нігерії та Камеруні. Одна з різновидів білого гаррі широко відома як гаррі-іджебу. Він виробляється в основному народом йоруба в Іджебу в Нігерії.
У Гані розділяють гаррі за смаковими та розмірними характеристиками зерна: з більш вираженим солодким смаком та дрібною структурою оцінюються вище, ніж ті, що мають більш кислий смак та велике зерно. Продавці товарів широкого вжитку вдаються до більш грубих сортів зерна з високим вмістом крохмалю, оскільки це забезпечує більший врожай під час замочування у воді.
Покупці часто звертають увагу на більш хрусткі зерна, намагаючись визначити свіжість.